# Acer saccharum subsp. skutchii
El arce azucarero o maple (Acer saccharum subsp. skutchii) es una especie fanerógama perteneciente a la familia Sapindaceae. Es un árbol de 20 a 40 m de altura, con los dos sexos en el mismo individuo (monoico), el tronco alcanza hasta 90 cm de diámetro, la corteza presenta fisuras y es de color blanquecino, las hojas alcanzan hasta 18 cm de diámetro, son de color verde-amarillento claro. Las flores se encuentran formando agrupaciones y no poseen pétalos (apétalas), los frutos (samaridios) se agrupan en racimos y poseen alas que les permiten dispersarse con el viento; las semillas miden de 1.5 a 2 mm de largo y de 0.75 a 1 mm de ancho, de color castaño oscuro.

## Clasificación y descripción
Árbol de 20-40 m de altura, monoico; troncos de 40-90 cm de diámetro; tronco ramificado en la mitad superior; corteza fisurada y blanquecina; hoja membranosa, pentalobulada a trilobada, de (6) 9-18 cm de diámetro, la punta de cada hoja es alargada, base cordada, margen doblemente lobado, haz es de color verde (amarillento) claro, glabro, envés comúnmente glauco, en algunas ocasiones verde-amarillento, con tomento o sin él; inflorescencia en forma de corimbo con un pedúnculo corto, flores estaminadas sin pétalos (apétalas), cáliz con forma de campana, de 2-3 mm de largo, estambres 6-8 por flor, anteras amarillas; flores pistiladas apétalas, cáliz de 2-3 mm de largo, de margen dentado y ciliado; infrutescencias en racimos cortos; los frutos (samaridios) con alas en su mayoría divergentes, de 25-55 mm de largo y 7-21 mm de ancho, amarillas a rojizas, semillas 2 por lóculo, ovoide-cónicas, de 1.5-2 mm de largo, 0.75-1 mm de ancho, glabras, de color castaño oscuro.

## Distribución
Esta especie es nativa de México, se han descrito al menos cinco poblaciones en el país y una más en Guatemala. En México se localiza en los estados de Chiapas, cerca de Tenejapa; en el estado de Jalisco en la Sierra de Manantlán y en el municipio de Talpa de Allende; en el estado de Tamaulipas (municipio de Gómez Farías), y en el estado de Guerrero.

## Ambiente
Esta especie se desarrolla en los relictos del bosque mesófilo de montaña y bosques de galería, suele encontrarse asociada con especies de los géneros Magnolia, Quercus, Tilia, Meliosma y Dendropanax. En su área de distribución la temperatura media anual va de los 16.3 a los 18.5 °C, y la precipitación anual va de los 927.7 a 1294.6 mm. El rango altitudinal en el que se distribuye va de los 1481 a los 2300 m s. n. m. Existen amplias variaciones en el tipo de suelo en que se desarrolla, y pueden ser desde suelos sedimentarios hasta extrusivos.

## Estado de conservación
Esta especie habita en bosque mesófilo de montaña, el cual ha reducido su cobertura en un 50% en México, por lo que la principal amenaza a la que se encuentra sometida es la pérdida de hábitat, ya que sus poblaciones son muy reducidas. Se encuentra listada en la NOM-059-SEMARNAT-2010 en la categoría En Peligro de Extinción (P). En la Unión Internacional para la Conservación de la Naturaleza (UICN) aparece bajo la categoría de No Evaluado (NE) (not evaluated). Y al ser una especie amenazada en México, se halla regulada bajo el Código Penal Federal, la Ley General del Equilibrio Ecológico y Protección al Ambiente, y la Ley General de Vida Silvestre.